# Томас Генрі Голланд
Сер Томас Генрі Голланд (англ. Thomas Henry Holland; 22 листопада 1868 — 15 травня 1947) був британським геологом, який працював в Індії з Геологічною службою Індії, обіймаючи посаду її директора з 1903 по 1910 рік. Пізніше він викладав у Единбурзькому університеті.

## Інтернет-ресурси
- Kurzbiographie
- Kurzbiographie mit Bild
- Biographie
- Bildnis als Gemälde
- Kurzgeschichte der Geological Survey of India